# Мечта (фильм, 2008)
«Мечта» (кор. 비몽) — кинофильм режиссёра Кима Ки Дука, выпущенный в 2008 году. Более корректный перевод названия фильма на русский — «Сон», так как в фильме именно сон является связующей повествования.

## Сюжет
Чин просыпается ночью от кошмара, в котором попадает в аварию и скрывается с места происшествия. Проснувшись, он отправляется к этому месту, где видит, что авария произошла на самом деле. Полицейские выясняют марку скрывшегося автомобиля и той же ночью начинают его разыскивать. Владельцем машины оказывается девушка Рэн, которая утверждает, что всю ночь спала дома. Но полицейские предъявляют ей снимки с дорожных камер, на которых за рулём автомобиля запечатлена именно она. Чин, всё это время следовавший за полицейскими, берёт вину на себя.
Позже оказывается, что Рэн страдает лунатизмом. Связь между сном Чина и поведением Рэн неслучайна: в обоих случаях герои действуют под влиянием влечения к своим бывшим возлюбленным, поэтому желание Чина быть с бывшей девушкой воплощается в его снах, в то время, как со спящей наяву Рэн всё происходит в реальной жизни с её бывшим парнем.
Герои решают спать по очереди, но это им не удаётся. Чин придумывает приковывать себя к Рэн наручниками и спать рядом, но оставить ключ на видном месте было фатальной ошибкой, приведшей к убийству Рэн её бывшего парня.

## В ролях
- Джо Одагири — Чин[1]
- Ли Наён — Рэн
- Пак Чиа — бывшая девушка Чина
- Чин Тхэхён — бывший парень Рэн